# 脂肪酸ペルオキシダーゼ
脂肪酸ペルオキシダーゼ（しぼうさんペルオキシダーゼ、fatty-acid peroxidase）は、次の化学反応を触媒する酸化還元酵素である。
パルミチン酸 + 2 H2O2 {\displaystyle \rightleftharpoons } ペンタデカナール + CO2 + 3 H2O
反応式の通り、この酵素の基質はパルミチン酸とH2O2、生成物はペンタデカナールとCO2とH2Oである。
組織名はhexadecanoate:hydrogen-peroxide oxidoreductaseで、別名にlong chain fatty acid peroxidaseがある。